# Сосни
Со́сни — село в Україні, у Літинській селищній громаді Вінницького району Вінницької області. Населення становить 976 осіб.

## Iсторія
Про те, що с.Сосни давнє поселення, свідчать знахідки з трипільської культури, які були виявлені при використанні глини для цегельного заводу і пізніше досліджені працівниками Вінницького педінституту.
Назва села походить від соснових лісів, які росли в цій місцевості.
До революції в Соснах була волость, в яку входило 14 навколишніх сіл.
У 1569 році виникла Річ Посполита, згодом Літинське воєводство стало власністю Мартина Калиновського.
У 1767 році в селі побувала цариця Катерина II. В цей рік вона подорожувала на південь, при відвідинах села подарувала церкві потир, на якому було вигравірувано: ”Помяни Екатерину и Осадаря 1767 год”. Після приєднання Поділля до Росії Сосни у складі інших сіл скасованого староства, в 1796 р. були передані імператрицею у довгострокову оренду (на 50 років) Графу Холонівському, у якого вона хрестила сина Владислава.
Мальовнича місцевість села сподобалась графу, тому він збудував тут палац, в який іноді приїздив зі своєю сім’єю.
На початку XX століття на Поділлі запалахкотіли селянські повстання Устима Кармелюка. Прославлений в піснях і легендах народний месник не раз сидів в Літинській в’язниці, ховався в скалах і печерах на Згару між Літином і Соснами.
У 1839 році с.Сосни стало державним. Буремні часи настали після жовтня 1917 р.
30 листопада 1917 р. в Соснах був створений волосний комісаріат на чолі з Г.М.Бондарем.
А 9 лютого 1918 року господарем села став комендант з Угорщини.
Після боїв з Петлюрою у 1918 р. в Соснах був утворений комнезам на чолі з Яремою Польовим.
1926 року виник СОЗ, головою товариства було обрано Сисоя Польового.
У 1930 р. організувався колгосп. Першим головою колгоспу був Т.Д.Дячинський.
В роки Великої Вітчизняної війни на фронті загинуло 79 чоловік. Багато сосунців були учасниками підпільного та партизанського руху.
В 1957 році колгосп був приєднаний до радгоспу ім. Сталіна, який пізніше перейменовано в племзавод “Україна”. Довгий час господарство очолював С.О.Здір. Племзавод отримував мільйонні прибутки, а його трудівники - високі урядові нагороди: доярка О.І.Крива – орден Леніна, ланкова О.С.Українець - орден Трудового Червоного Прапора.
У с.Сосни народились і виросли: генерал-майор В.П.Коритчук, підполковник авіації Ю.Г.Липкань, А.Я.Липкань - доктор медичних наук, М.М.Липкань - кандидат фізичних наук, С.Д.Гальчак - письменник, Ф.В.Бурдига та В.Н.Липкань - наукові працівники.
Сільський клуб працював у 40-50-х роках в пристосованому приміщенні, у 1964 р. був переведений у приміщенні церкви та зроблено добудову.
Зараз клубу в селі немає. У 1957 році почала працювати бібліотека, яка існує до цього часу.
Фельдшерсько-акушерський пункт було відкрито в 1958 році. Його першими працівниками були Т.Я.Третяк та В.І.Селіверстова.
З 1 січня 2003 в с.Сосни нараховувалось 390 дворів. Тут проживає майже 1000 осіб, в основному українці.
Село славиться вишивальницями. В кожному будинку можна побачити вишиті рушники, серветки, наволочки. Зараз відроджується писанкарство.
На північно-східній околиці села стоїть пам’ятний знак “Пам’ятки археології Городища”.
У 1912 році в с.Сосни була відкрита земська школа. На початку 30-х років існувала тільки початкова школа. У одній-єдиній великій кімнаті вчителька С.С.Ліскова вела всі чотири класи.
На початку 40-х років початкову школу замінила семирічка і навчання вів цілий педагогічний колектив – Ф.К.Горецький, І.С.Барщук, Л.С.Рожанська, П.І.Ставничук, І.Г.Шепель.
Після війни в селі працювала початкова школа, а в 1971 році тут була збудована і відкрита неповна середня школа. У 2001 році школа набула статусу навчально-виховного комплексу (школа та дошкільний виховний заклад) 1-2 ступенів.Тут навчається і виховується 156 дітей. Директор навчально-виховного комплексу – Бовтач Віра Григорівна.
В селі діє Свято-Покровський храм Української православної церкви. Збудований він у 1797 році. У 1961 році храм був закритий, а приміщення пристосовано під клуб. У 1990 році в селі знову було відкрито церкву.
12 червня 2020 року, відповідно до Розпорядження Кабінету Міністрів України № 707-р «Про визначення адміністративних центрів та затвердження територій територіальних громад Вінницької області», увійшло до складу Літинської селищної громади.
19 липня 2020 року, в результаті адміністративно-територіальної реформи та ліквідації Літинського району, село увійшло до складу Вінницького району.

## Відомі люди
- Гальчак Сергій Дмитрович (1949 р.н.) — краєзнавець, доктор історичних наук.
- Рожанський Пантелеймон Петрович —  (9 серпня 1993 Сосни, — 5 січня 2015 Міньківка, Донецька область, Україна)  — військовик, стрілець-навідник, старший солдат резерву Батальйону імені Кульчицького, загинув у ході україно-російської війни.

## Пам'ятки
- Заповідне урочище Літинське

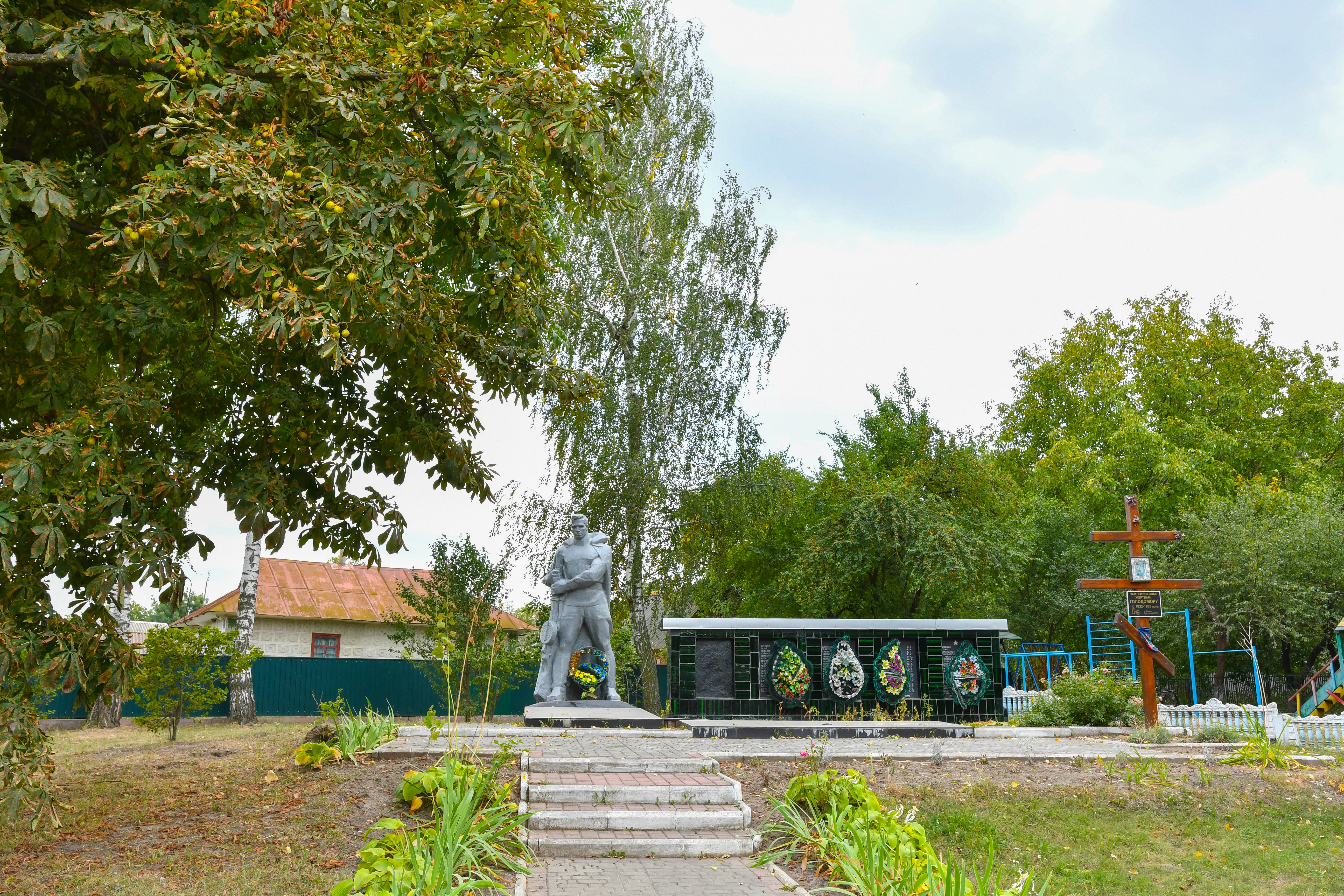
Пам'ятник 99 воїнам-односельчанам, загиблим на фронтах ВВв
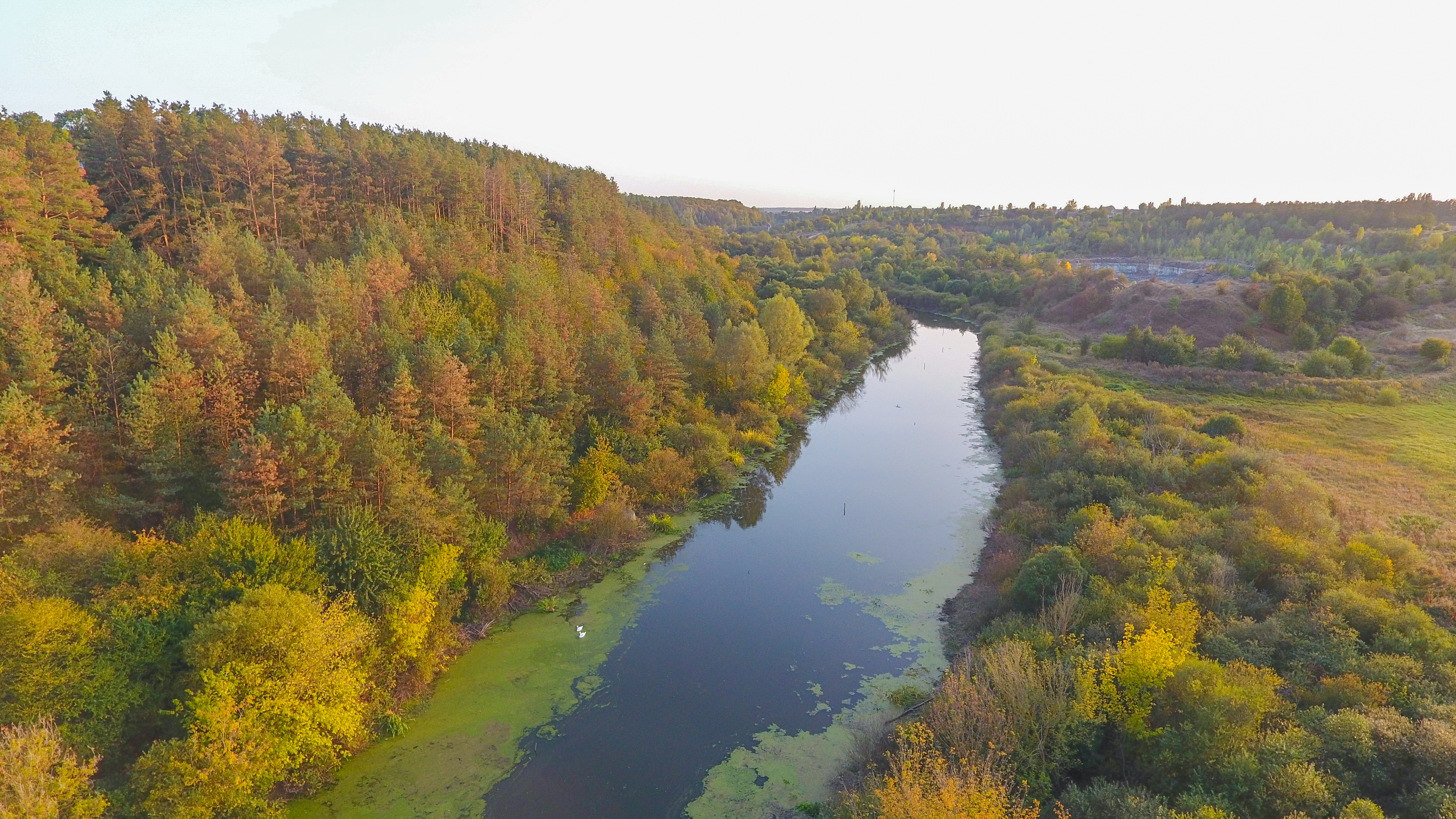
Слов'янське городище